# 汉诺威—维尔茨堡高速铁路
漢諾威－維爾茨堡高速鐵路（德語：Schnellfahrstrecke Hannover–Würzburg）是德國城際特快列車首條高速鐵路路線。雖然事實上路線以Rethen開始，於維爾茨堡火车总站以北幾公里結束，然而此線是連接漢諾威及維爾茨堡的重要高鐵路線。主要有哥廷根、卡塞爾及富爾達等車站。路線於1973年始建，並於1991年全線通車。
路線全長327公里，是德國最長的新建鐵路，總建設費用為每公里4000萬德國馬克。

## 路線資料
德鐵於1973年8月10日開建此線。由於此線為高速列車而設計，因此最大坡度只有 1.25%。然而由於路線多山，路線有61條隧道和10條大橋。全線327公里當中有120公里是隧道。最長的兩條隧道分別為 Landrücken隧道（10,779米），位於富爾達以南；另一條為Mündener隧道（10,525米），位於Hann以南。
撇開10700個投訴及360場官司，路線於1991年全線通車，儘管富爾達至維爾茨堡段早於1988年由城際列車使用。路線標準速度為時速250公里，誤點列車速度可達時速280公里。

## 歷史

### 年表
- 1973年8月10日：開工。
- 1979年5月12日：漢諾威－Rethen段通車。
- 1986年7月14日：Burgsinn－Hohe Wart段通車。
- 1988年5月1日：一列測試列車駛出時速406.9公里的世界紀錄。
- 1991年6月2日：全線通車。
- 2008年4月26日，一列ICE885號列車在富爾達附近撞到一隻羊，令全列車脫軌，在130名乘客中有19位受輕傷，4位須在醫院接受治療。

## 車站
- 漢諾威火车总站
- 哥廷根車站
- 卡塞爾-威廉山車站
- 富爾達車站
- 維爾茨堡火车总站